# Blissford

Blissford est un hameau de la paroisse civile de Hyde situé dans le parc national New Forest, dans le comté du Hampshire, en Angleterre. 
La ville la plus proche est Fordingbridge qui se trouve à environ 2 km (2,5 km) à l’ouest du village. 
Le hameau se situe juste au nord du petit village de Frogham. 
Blissford est situé sur un terrain bas autour de Blissford Cross et vers Ditchend Brook où se trouve le gué.
Le gué est situé sur une route très étroite qui relie Abbots Well à Godshill.
Des références à Blissford apparaissent dans les archives au début du XVIe siècle.
Les maisons du hameau sont entourées de zones boisées et de pâturages. 
Un petit village de maisons mobiles est situé en hauteur.